# Hiesse
Hiesse är en kommun i departementet Charente i regionen Nouvelle-Aquitaine i västra Frankrike. Kommunen ligger  i kantonen Confolens-Nord som ligger i arrondissementet Confolens. År 2022 hade Hiesse 238 invånare.

## Befolkningsutveckling
Antalet invånare i kommunen Hiesse
Referens:INSEE